# 5412 Rou
5412 Rou eller 1973 SR3 är en asteroid i huvudbältet som upptäcktes den 25 september 1973 av den sovjetisk-ryska astronomen Ljudmila Zjuravljova vid Krims astrofysiska observatorium på Krim. Den är uppkallad efter den sovjetiske filmregissören Aleksandr Rou.
Asteroiden har en diameter på ungefär 4 kilometer och den tillhör asteroidgruppen Nysa.